# Ghorwane
Ghorwane est un groupe de musique mozambicain formé en 1983. Le nom Ghorwane est une référence à un lac du district de Chibuto (Province de Gaza), qui n'est jamais à sec, terre natale de Pedro Langa. Leur style musical est une combinaison de musique traditionnelle mozambicaine : xigubu, mapiko, tufu et marabenta ; avec une influence afropop et fusion. Les musiques sont chantées en langues locales, tel que le XiChangana.
Le groupe fut créé dans les années 1980 par Pedro Langa (1959-2001), José «Zeca» Alage et Roberto Chitsondzo.
En 1991, invité au festival WOMAD par Peter Gabriel, Ghorwane enregistre l'album Majurugenta chez Real World. En 1993, le compositeur du groupe, José «Zeca» Alage, est assassiné mais le groupe continue à exister avec Pedro Langa comme nouveau leader.  En 1994, sous la direction musicale de Karen Boswell, Ghorwane créé la musique de la série « ão é preciso empurrar » - sur l'éducation aux élections, le texte est écrit par Mia Couto. Ghorwane enregistre en 1996 son second album Kudumba. En 2001, Pedro Langa meurt lui aussi assassiné. Après les inondations dévastatrices qui ont frappé le Mozambique au début des années 2000, Ghorwane participe au projet Mozambique Relief où la production d'un CD voit les bénéfices reversés aux victimes des inondations. L'album Vana va Ndota sorti en 2005 est dédicacé aux deux membres historiques qui furent assassinés : Pedro Langa et José «Zeca» Alage.

## Discographie
- 1991 : Majurugenta
- 1994 : Não é preciso empurrar
- 1996 : Kudumba'
- 2000 : Mozambique Relief
- 2005 : VANA VA NDOTA